# Tenza (Colombia)
Tenza è un comune della Colombia facente parte del dipartimento di Boyacá.
Il centro abitato venne fondato da Pedro Fernández de Valenzuela nel 1537, mentre l'istituzione del comune è del 1754.